# Живець (місто)
Живець (пол. Żywiec Польська вимова: [ˈʐɨvjɛts], нім. Saybusch) — місто в південній Польщі, на річці Сола.
Адміністративний центр Живецького повіту Сілезького воєводства.
Місто відоме з виробництва пива (марка Żywiec).

## Географія
У місті річка Рибний Потік впадає у Солу.

## Демографія
Демографічна структура станом на 31 березня 2011 року:
|          | Загалом | Допрацездатний вік | Працездатний вік | Постпрацездатний вік |
| -------- | ------- | ------------------ | ---------------- | -------------------- |
| Чоловіки | 15609   | 3044               | 10776            | 1789                 |
| Жінки    | 16840   | 2870               | 9877             | 4093                 |
| Разом    | 32449   | 5914               | 20653            | 5882                 |

## Відомі люди

### Уродженці
- Роман Придаткевич — український композитор, скрипаль
- Томаш Йодловець — польський футболіст
- Флоріан Неуважний — польський мовознавець.

### Старости
- Ян Кароль Чорторийський